# جول ریبرن
سرهنگ جول رِیْبِرْن (انگلیسی: Joel Rayburn؛) نماینده ویژه ایالات متحده برای سوریه و  از افسران اطلاعاتی در نیروی زمینی ایالات متحده آمریکا است که در خصوص حملهٔ آمریکا به عراق در سال ۲۰۰۳ و نتایج آن مقالاتی منتشر کرده‌است. او هم‌اکنون اداره کننده عراق، ایران، لبنان و سوریه در شورای امنیت ملی آمریکا است.
او نویسنده کتاب «عراق پس از آمریکا» است که در سال ۲۰۱۴ از سوی نهاد هوور منتشر شده‌است.
او در سال ۱۹۹۲ پس از فارغ‌التحصیلی از آکادمی نظامی ایالات متحده در آکادمی نظامی ایالات متحده وارد نیروی زمینی آمریکا شد.